# Guilt
Giult to drugi solowy album amerykańskiego rapera Mimsa wydany 7 kwietnia 2009. Znalazło się na nim 14 utworów, w tym 2 single Move (If U Wanna) oraz Love Rollercoaster. W notowaniu Billboard 200 zajął najwyżej 53 pozycję przy sprzedaży ponad 12.000 egzemplarzy w pierwszym tygodniu.

## Lista utworów
Źródło:
1. Guilt - 2:31
2. The Skit - 1:27
3. On & On - 3:15
4. Love Rollercoaster (feat. LeToya Luckett) - 3:55
5. Move (If You Wanna) – 3:10
6. One Day (feat. Ky-Mani Marley) - 3:45
7. Chasing Sunshine (feat. KVN) - 3:14
8. Rock 'N Rollin' (feat. Tech N9ne) - 3:56
9. Be My Hustla (feat. J. Holiday) - 3:46
10. Makin' Money - 4:01
11. In My Life (Why Oh Why) – 3:49
12. One Last Kiss (feat. Soler Mesh) - 4:09
13. Heal Me (Outro) (feat. Soler Mesh) - 2:59
14. I Do (feat. Nice & Smooth) - 4:14